# Wagenhoff (Adelsgeschlecht)

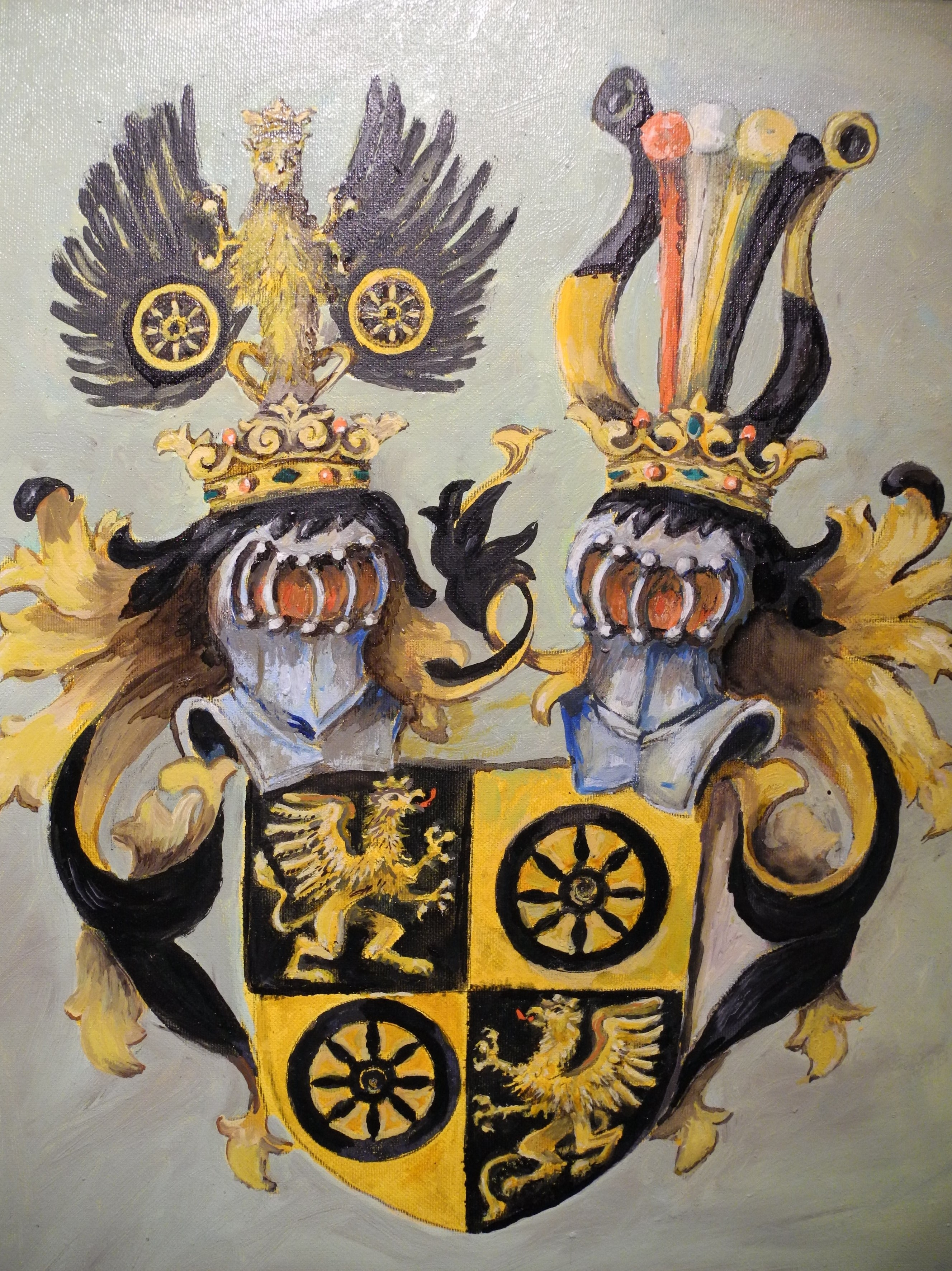
Wappen von Wagenhoff (1737)

Wagenhoff (eigentlich Wagner von Wagenhoff bzw. Wagner von Wagenhofen) ist der Name eines Adelsgeschlechts mit dem Ursprung in Bayerisch-Schwaben. Zweige der Familie bestehen bis heute.

## Geschichte
Es liegt bisher weder eine gedruckte Familienchronik noch ein Artikel im Gotha bzw. im Genealogischen Handbuch des Adels vor. Es existiert lediglich ein von Eugen von Wagenhoff 1950 verfasstes Manuskript über die Geschichte seiner Familie. Daher ist die Genealogie nicht vollständig nachvollziehbar. Das Geschlecht erscheint erstmals urkundlich 1496 mit der Verleihung des Bürgerrechts der Freien Reichsstadt Nördlingen an den Weber Gregori Wagner gen. Gron Jörg (* um 1470; † 1527). Sein Sohn Thoman Wagner war Stadtschreibergehilfe in Nördlingen, verließ 1536 seine Heimatstadt, wurde Sekretär und Rentmeister des Grafen Gabriel von Salamanca-Ortenburg zu Spittal in Kärnten und erhielt am 17. Mai 1544 einen Kaiserlichen Wappenbrief. Er wurde am 7. Oktober 1548 durch König Ferdinand in den rittermäßigen Reichsadelsstand erhoben und erhielt am 25. Juni 1555 zusätzlich eine Reichsadelsbestätigung mit dem Adelsprädikat von Wagenhofen durch Kaiser Karl V.
Als erstes aus der Linie ist ein Tobias Franz Wagner nachweisbar, dessen Verbindung zu den Familien in Nördlingen oder Kärnten aber nicht dokumentiert ist. Er war um 1674 Amtshauptmann der Herrschaft Schmiedeberg im Riesengebirge, die sich damals im Besitz der Grafen von Czernin befand. Sein Sohn Valentin (* um 1648; † 1713) war verheiratet mit Ursula, Tochter des wohlhabenden Johann Praetorius von Richthofen, von der er 1679 das Buschvorwerk bei Schmiedeberg erwarb. Seine beiden Söhne Johann Valentin und Konrad Wagner sowie sein Bruder Balthasar Erik Wagner wurden am 20. Februar 1719 in den Ritterstand mit dem Prädikat von Wagenhofen erhoben. Balthasar Erik war verheiratet mit einer von Rohr und lebte in Mersine (späterer Landkreis Wohlau). Ein Nachfahre von ihm war vermutlich Siegfried Rudolph von Wagner und Wagenhoff (* um 1731; † 1. Juni 1798), auf Tschirnitz und Würchland (beide im Landkreis Glogau) und Landrat des Kreises Glogau von 1772 bis 1798. Johann Valentin war 1725 Eigentümer von Buschvorwerk. Dessen Bruder Konrad Wagner von Wagenhoff war 1723 Anteilseigner an der Reichensteiner Bergbaugewerkschaft, besaß 1725 Groß und Klein Schmolz (im späteren Landkreis Breslau), 1745 Mittel und Nieder Stanowitz im Landkreis Striegau und war ein Förderer der evangelischen Kirche in Striegau. Sein Sohn Johann Samuel (* 16. Mai 1723 in Schmolz; † 19. November 1791 in Striegau) war Landesältester der Fürstentümer Schweidnitz und Jauer, besaß Mittel und Nieder Stanowitz sowie seit 1775 Nieder Damsdorf, Landkreis Striegau, und war Obervorsteher der evangelischen Kirche in Striegau. Er heiratete am 21. Juli 1751 Helena Eleonora von Seydlitz (* um 1728; † 1. April 1795). Sein ältester Sohn erwarb 1788 die Güter Lange und Kottwitz im Landkreis Breslau und wurde am 17. Juni 1790 zum dortigen Marschkommissar ernannt. Dessen Bruder Karl Samuel Siegmund (* um 1759; † 16. November 1830 in Schweidnitz) diente im Regiment von Schimonsky (Infanterieregiment Nr. 40) und erhielt als Major seinen Abschied. Sein Sohn Karl (* um 1784; † 31. Oktober 1828 in Schweidnitz) trat 1799 in die preußische Armee, diente im 3. Musketier-Bataillon des Regiments von Treuenfels (Infanterieregiment Nr. 29), später im Infanterieregiment Nr. 11 und wurde am 3. Oktober 1805 zum Secondelieutenant ernannt.
Ohne nachweisbaren Zusammenhang mit den Vorgenannten erscheint Eugen (Julius Adolph Adam) von Wagenhoff (* vermutlich 1823; † 30. Oktober 1882) verheiratet (1847) mit Adelheide Elise Friederike von Helmrich (* 23. Juni 1819; † 2. August 1889 in Bad Landeck). Er war Leutnant a. D. und seit 1871 königlicher Oberamtmann auf der von ihm gepachteten Staatsdomäne Poseritz im damaligen Landkreis Nimptsch. Am 27. Oktober 1854 hatte er von seiner Schwägerin Marie von Helmrich einen Anteil des Guts Dankwitz, Landkreis Nimptsch, erworben. Der gesamte Besitz gehörte zuvor Ernst Friedrich Schäffer. Seit 1875 befand sich Dankwitz vollständig im Familienbesitz. Sohn des vorgenannten Eugen war Eugen Adolph von Wagenhoff (* 1850; † 1929). Er tat Dienst in der preußischen Kavallerie, war 1894 Major in Karlsruhe, 1898 Kommandeur des Dragoner Regiments von Arnim (2. Brandenburg Nr. 12) und zuletzt Generalmajor. Ihm gehörte Dankwitz und seit 26. September 1874 auch Kulmikau (damaliger Landkreis Steinau), das die Familie erst in den 1920er Jahren wieder verkaufte. Er war verheiratet (17. Dezember 1872) mit Ilsa von Lüneburg. Deren Sohn war letztlich Eugen Adolph von Wagenhoff (* 1874; † 1958). Er arbeitete an den Gerichten in Schweidnitz und Neusalz in Schlesien sowie Berlin, war von 1908 bis 1937 Landrat des Landkreises Gifhorn sowie Siedlungsgründer und Namensgeber der Gemeinde Wagenhoff. Er behielt das Gut Dankwitz bis 1945. In der für diesen Ort zuständigen evangelischen Pfarrkirche in Jordansmühl (heute dem Heiligen Bischof Stanislaus geweihte katholische Kirche in Jordanów Śląski) besaß die Familie eine eigene Patronatsloge.
Der Feldwebel im preußischen Infanterieregiment Nr. 4 (3. Ostpreußische) Amand Wagenhofen (* 31. Januar 1790 in Schippenbeil; † 11. Februar 1872 in Breslau) erhielt am 29. April 1818 im Rang eines Secondelieutenants seinen Abschied unter gleichzeitiger preußischer Anerkennung seines in der Familie geführten alten Adels. Er arbeitete zuletzt als Steuerrat in Breslau und war der Sohn von Amand Ernst August Wagenhofen (* 20. September 1753; † 16. Januar 1803), der als Freiwilliger in einer Grenadierkompanie des Regiments von Wildau (Infanterieregiment Nr. 14) in Ostpreußen diente.
Der Oberbereiter der Niederösterreichischen Landschaftsakademie, Ernst Emanuel Wagner († 30. Mai 1763), Sohn des Landrichters zu Fürstenegg und Feldkriegskommissars Gottfried Wagner († um 1725), erhielt in Wien am 20. September 1737 durch Kaiser Karl VI. eine Adelsbestätigung (mit Prädikat von Wagenhofen) mit Wappenbesserung. Er war verheiratet mit Johanna Theresia von Martini († 1. Dezember 1763), starb aber ohne leibliche Nachkommen. Seine Brüder waren Amand, 1752–1759 als Hauptmann im kaiserlichen Infanterie-Regiment Nr. 10 (späteres Regiment Oskar II. Friedrich König von Schweden) erwähnt, und Gottlieb († 18. August 1765 in Salzburg), hochfürstlich Salzburgischer Oberbereiter und Truchseß. Dessen Sohn Gottfried (* 19. November 1742; † 25. April 1793 in Ingolstadt) wurde ein Adoptivsohn des Ernst Emanuel. Er war in den 1770er Jahren kurbayerischer Oberbereiter an der Akademie (Hohen Schule) in Ingolstadt und erhielt am 7. Dezember 1772 eine kurfürstlich-bayerische Adelsbestätigung mit dem von seinem Onkel geführten Wappen. Dessen Sohn Philipp (* 1754; † 1837 in Forchheim) war Generalmajor in der bayerischen Armee und starb unverheiratet. Sein Bruder Paul (* 1774 in Ingolstadt; 5. Januar 1798 in Donauwörth) trat 1790 in die bayerische Armee ein und starb als Unterleutnant nach einer Auseinandersetzung mit kaiserlichen Soldaten. Der bereits erwähnte Amand Ernst August aus Ostpreußen war ein Cousin dieser beiden bayerischen Offiziere.

## Namensträger
(Ohne nachweisbaren Zusammenhang zu den oben genannten Personen)
- Viktor Karl Paul von Wagenhoff (* 17. oder 19. Juni 1840 in Schweidnitz; † 5. Januar 1920), Sohn eines am 5. Januar 1849 in Breslau verstorbenen Hauptmanns im Infanterieregiment Nr. 23, lebte um 1912 in Jauer, war 1895 Generalmajor und Kommandeur der 56. Infanteriebrigade in Rastatt, verheiratet mit Henriette Wehmann.
- Adolph von Wagenhoff (* um 1844 in Carlsruhe in Schlesien; 7. September 1899 in Wiesbaden), 1863 Secondelieutenant, 1876 Hauptmann, 1893 Oberstleutnant im Infanterieregiment 62, 1896 Oberst und Kommandeur des Grenadierregiments König Friedrich Wilhelm II. (1. Schlesische, Nr. 10 in Schweidnitz), 1898 Abschied aus der Armee.

## Wappen
1. Wappen von 1548 und 1555: Auf schwarzem Schild ein goldener Greif mit einem siebenspeichigen goldenen Wagenrad in den Pranken. Gekrönter Helm mit der Schildfigur wachsend. Decken: schwarz-golden.[12]
2. Wappen von 1719 (schlesische Linie): Geviert in 1 und 4 ein gekrönter Greif, in 2 und 3 ein Wagenrad. Gekrönter Helm mit dem Greif wachsend inmitten eines offenen Fluges, dessen jeder Flügel mit einem Wagenrad belegt ist. Decken: schwarz-golden[14]
3. Wappen von 1737 (österreichisch-bayerische Linie): Geviert in 1 und 4 in Schwarz ein einwärtsgekehrter, goldener gekrönter, rot gezungter, goldener Greif, in 2 und 3 in Gold ein achtspeichiges schwarzes Wagenrad. 2 gekrönte Helme mit schwarz-goldenen Decken. Auf dem 1. der Greif wachsend, vorwärtsgekehrt zwischen offenem schwarzem, je mit einem goldenen achtspeichigen Wagenrade belegten Fluge, den er oben mit den Klauen fasst. Auf dem 2. vier Straußenfedern rot, silber, golden, schwarz zwischen zwei schwarz-golden übereck geteilten Büffelhörnern mit Mundlöchern.[12]

Das Wappen der schlesischen Linie (genauer das des Generalmajors Viktor von Wagenhoff) befand sich von 1905 bis 1945 als Glasmalerei an der Westseite der Friedenskirche zu Jauer. Seit 2010 ist es zusammen mit neun anderen als Nachbildung wieder in einer Wandvitrine über dem Kirchturmausgang angebracht worden.